# Deleatidium fumosum
Deleatidium fumosum är en dagsländeart som beskrevs av Phillips 1930. Deleatidium fumosum ingår i släktet Deleatidium och familjen starrdagsländor. Inga underarter finns listade i Catalogue of Life.